# Карпати (Місяць)
Карпати (лат. Montes Carpatus) — гірський хребет на Місяці. Тягнеться вздовж південно-західного краю Моря Дощів і є частиною кільцевого валу басейну цього моря. Довжина — близько 300–400 км, координати центру — 14°36′ пн. ш. 23°36′ зх. д. / 14.6° пн. ш. 23.6° зх. д.. Найбільшої висоти сягає в західній частині (16°28′ пн. ш. 27°26′ зх. д. / 16.46° пн. ш. 27.43° зх. д.): 3,5–3,6 км над прилеглими ділянками Моря Дощів та 2,44 км над місячним рівнем відліку висот. Хребет порізаний численними затоками, залитими лавою, і утворює на морській поверхні багато мисів та островів.

## Назва
Назва земних Карпатських гір з'явилася на карті Місяця завдяки Яну Гевелію, який давав місячним деталям рельєфу імена земних. Однак у Гевелія ця назва (у вигляді Mons Carpathes) належала валу кратера Евдокс, розташованого по інший бік Моря Дощів. Об'єкт цієї статті (точніше, його найвиразнішу — західну — частину) Гевелій назвав давнім ім'ям деякої гірської системи на Сицилії — Ærii Montes. Сучасну ж назву цей об'єкт отримав у 19 столітті від Йоганна Генріха фон Медлера. 1935 року це ім'я затвердив Міжнародний астрономічний союз (у публікації якого фігурував англійський варіант Carpathians), а на початку 1960-х воно разом з іменами інших місячних гір отримало нинішній латинізований вигляд Montes Carpatus.
Жодна окрема частина Карпат станом на 2019 рік не має офіційної назви. Раніше їх найбільший північний виступ звався мисом Банат (Cape Banat), а дві «бухти» на північному краю — Бухтою П'єтросул (Pietrosul Bay) та Затокою Гей-Люссака (Sinus Gay-Lussac). Ці назви були запропоновані Йоганном Крігером та Рудольфом Кенігом у публікаціях 1898—1912 років, 1935 року затверджені Міжнародним астрономічним союзом, а 1961 скасовані ним за ініціативою Джерарда Койпера зі співробітниками, які, переглядаючи місячну номенклатуру, вирішили, що ці об'єкти імен не варті.

## Опис
Карпати — це частина переривчастого валу, що оточує басейн Моря Дощів. Море межує з північним краєм гір, а на південь від них лежить більш перетята місцевість, хоча й теж переважно вкрита застиглою лавою. Ділянка морської поверхні на південний захід від Карпат відома як Море Островів.
На північному заході від Карпат починається 600-кілометрова протока, якою Море Дощів зливається з Океаном Бур. Там вал басейну моря здебільшого залитий лавою, і над нею височіють лише поодинокі його вершини. Східний кінець Карпат відділений 90-кілометровою протокою від Апеннін — іншої частини цього валу.
На півдні від гір розташований 96-кілометровий кратер Коперник. Крім того, в горах та в їх околицях є великі кратери Т. Майер (33 км, на західному кінці хребта) та Гей-Люссак (25 км, біля східної частини).
З південно-західного боку Карпат (в околицях кратерів Т. Майер, Міліхій та Гортензій) розташоване одне з найбільших скупчень місячних куполів — невеликих щитових вулканів. Їх там близько 20. Кілька з них стоять між відрогами Карпат.
У Карпатах трапляються ділянки, вкриті темними породами, — ймовірно, пірокластичними викидами вибухових або фонтаноподібних вивержень. Вони займають сотні квадратних кілометрів.

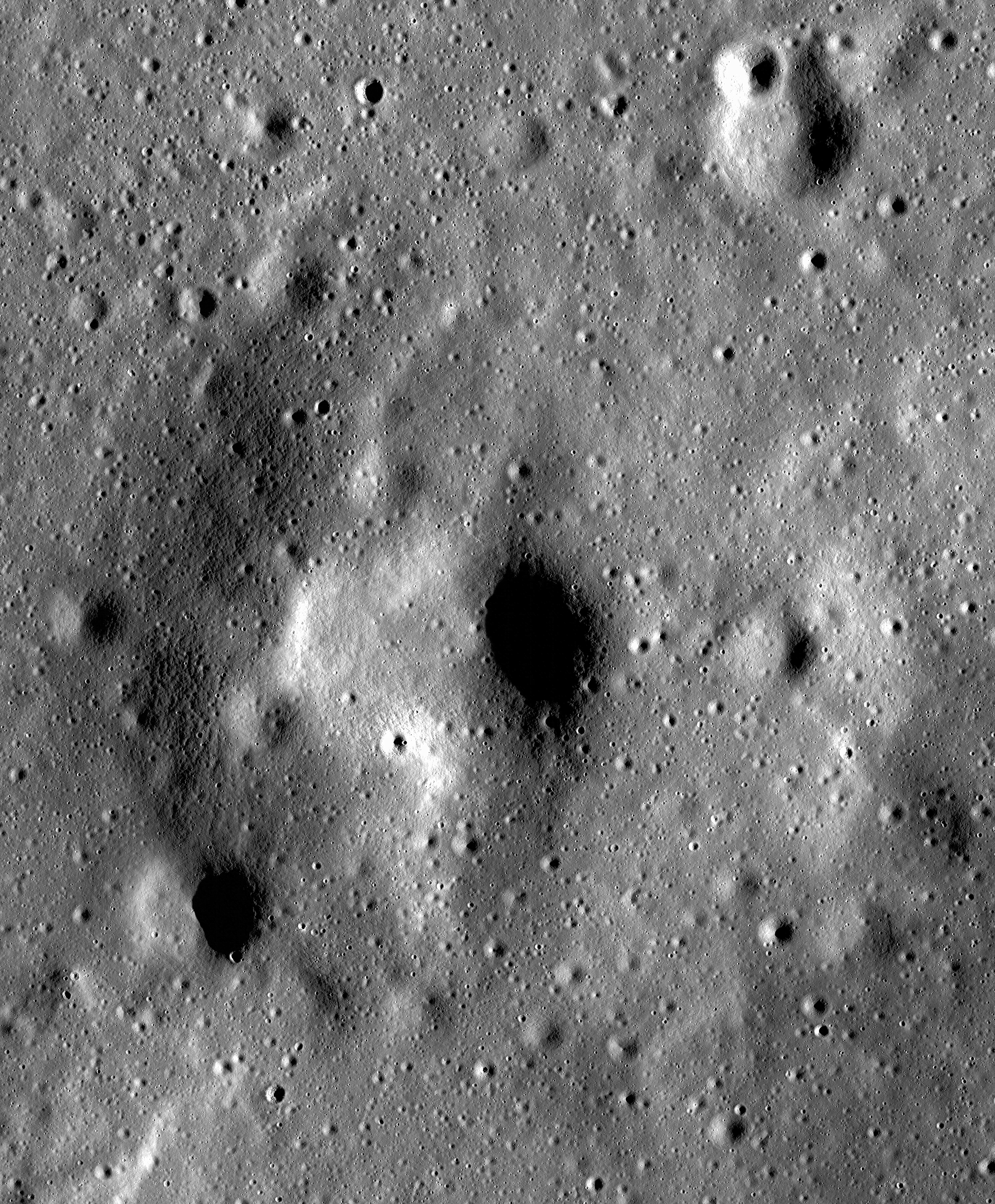
Вулкан між південно-західними відрогами Карпат. Діаметр — 4-5 км, висота — близько 130 м[15]. Знімок LRO, 2016.
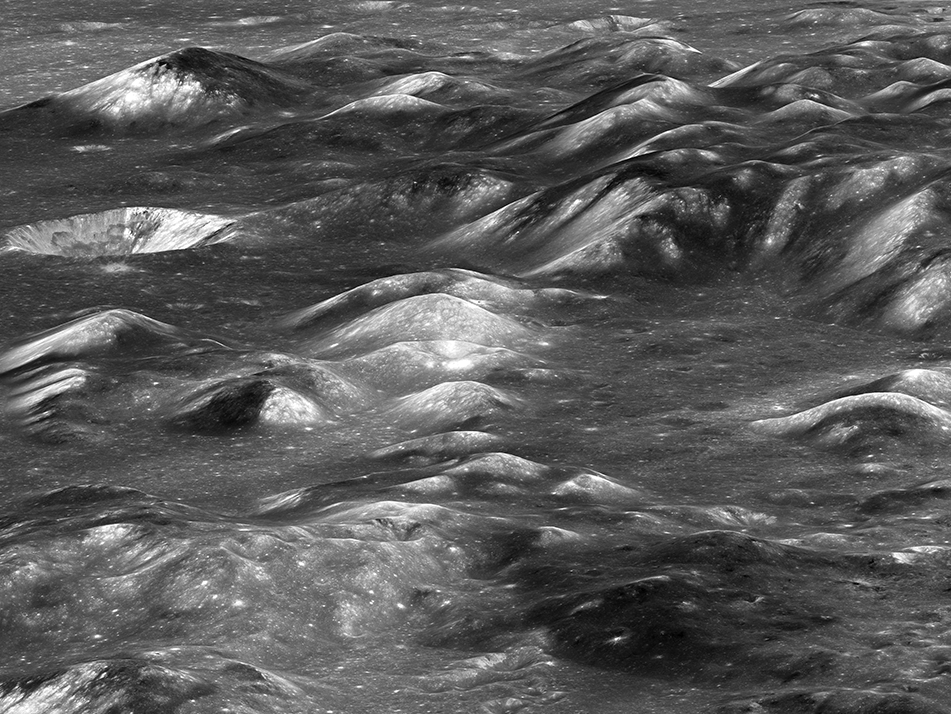
Гори на північному заході хребта, вигляд із заходу. Видно темні породи, інтерпретовані як пірокластичні[18][17]. Знімок LRO, 2017 (ширина — близько 30 км).
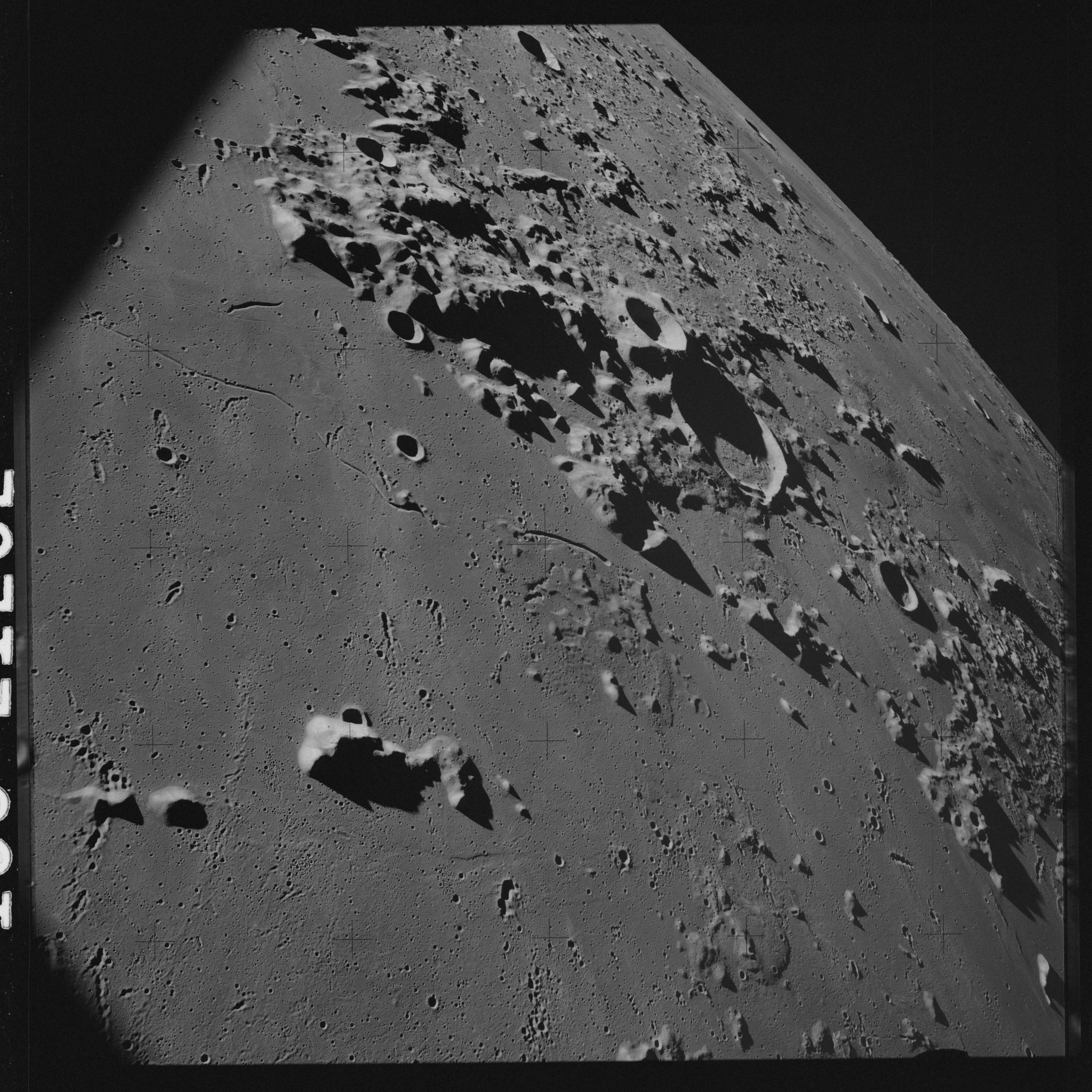
Північно-західна частина Карпат (знімок «Аполлона-17», 1972)